# Diète de Partition
Ne pas confondre avec la Diète de Grodno qui prélude au troisième partage de la Pologne

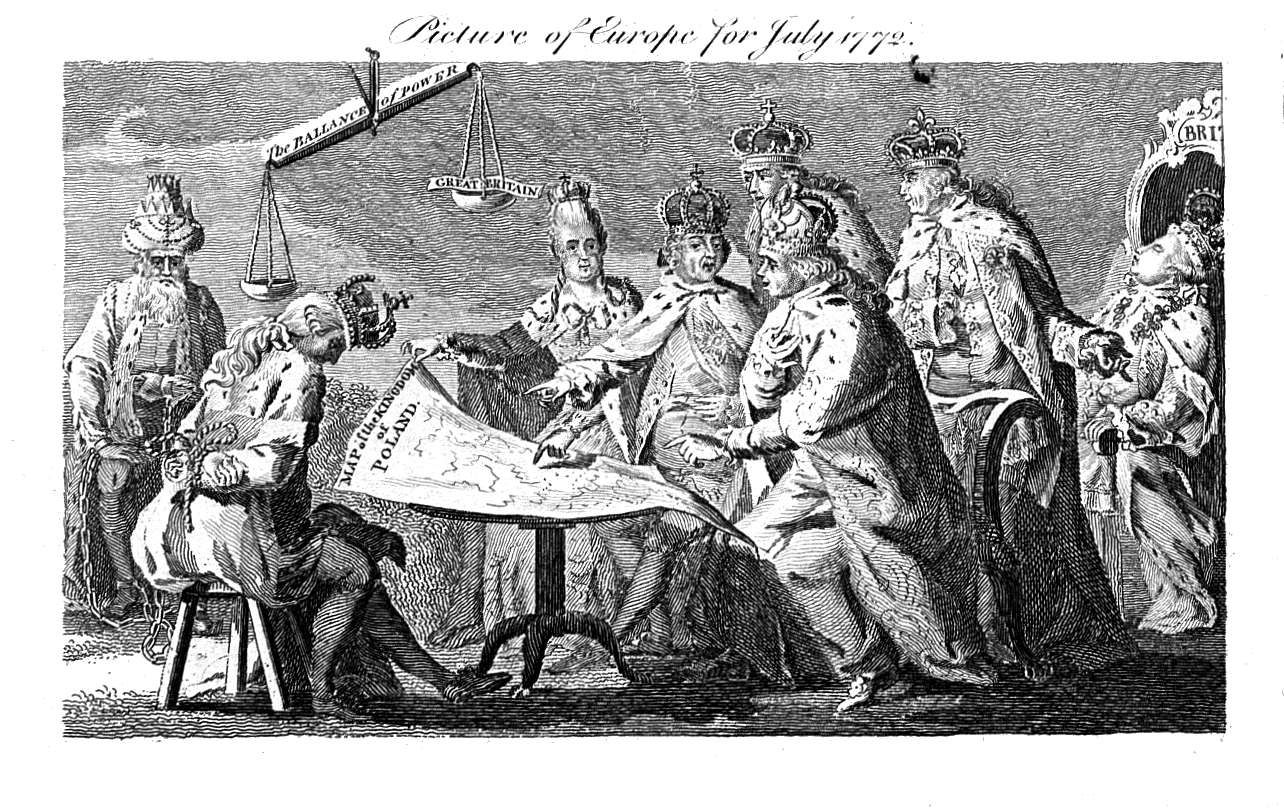
Le partage de la Pologne, allégorie du XVIIIe siècle

La Diète de partition (en polonais : Sejm Rozbiorowy) est une diète de la république des Deux Nations, convoquée par ses trois voisins (l'Empire russe, le royaume de Prusse et l'empire des Habsbourg) afin de légaliser le premier partage de la Pologne. Elle s'est tenue d'avril 1773 à avril 1775 et a également permis d'adopter d'autres textes législatifs, comme le Conseil permanent, la Commission de l'éducation nationale, et la confirmation des lois cardinales (en).

## Prélude

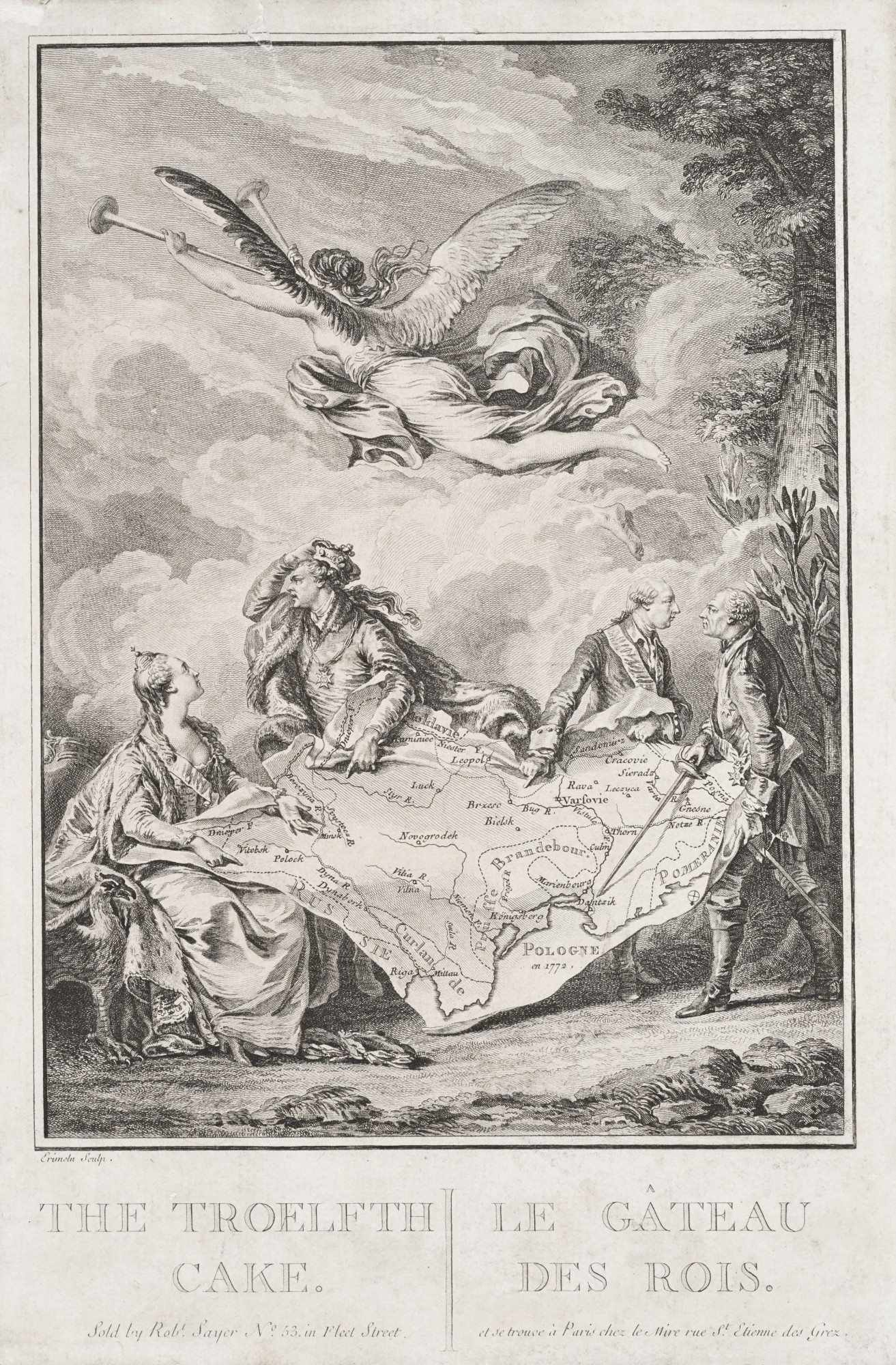
Allégorie du premier partage de la Pologne

À la fin du XVIIe et au début du XVIIIe siècle, la république des Deux Nations passe du statut de grande puissance européenne à celui de protectorat, ou État satellite, ou vassal, de Russie. Ce sont effectivement les tsars de Russie qui déterminent le choix des souverains de Pologne-Lituanie par le jeu des « élections libres » et décident d'une grande partie de la politique intérieure du pays. La Diète de Repnine est par exemple ainsi nommée d'après le nom de l'ambassadeur de Russie qui préside officieusement les réunions de la Diète.
La diète de partition et le premier partage de la Pologne qui en découle, renforcent la Russie et mettent en danger les intérêts des Habsbourg dans cette partie de l'Europe (en particulier en Moldavie et en Valachie). L'Autriche envisage alors d'entrer en guerre contre la Russie.
La France, favorable à la fois à la Russie et à l'Autriche, suggère une série d'ajustements territoriaux, dans lesquels l'Autriche reçoit en compensation une partie de la Silésie prussienne, et la Prusse reçoit à son tour l'Ermland (Warmie) polonaise et des parties du duché de Courlande et Semigallia, fief polonais déjà sous hégémonie allemande-balte. 
Si le roi Frédéric II de Prusse n'a aucune intention d'abandonner ainsi la Silésie, récemment acquise dans les guerres silésiennes, il est cependant intéressé par une solution pacifique - son alliance avec la Russie le met potentiellement en état de guerre avec l'Autriche, et la guerre de Sept Ans a laissé le trésor et l'armée prussienne au plus bas. Le prince Henri, frère de Frédéric II, passe l'hiver 1770-1771 à la cour de Saint-Pétersbourg.
L'Autriche ayant annexé 13 villes dans la région hongroise de Szepes en 1769 (en violant le traité de Lubowla), Catherine II de Russie et son conseiller général Ivan Tchernychev suggère à Henri que la Prusse revendique une terre polonaise, comme l'Ermland. Après qu'Henri en eut informé Frédéric, celui-ci suggère à son tour une partition des frontières polonaises par l'Autriche, la Prusse et la Russie, la plus grande part allant au parti le plus affaibli par les changements récents. 
Depuis quelques décennies, la Pologne est dévastée par une guerre civile dans laquelle les forces de la confédération de Bar tente d'affaiblir le contrôle de la Russie. Un récent soulèvement des paysans et des cosaques (en) en Ukraine (1768-1769), l'a en outre encore affaibli. Le roi Stanislas II étant considéré comme faible et dangereusement épris d'indépendance, la Russie estime désormais qu'il n'est plus vraiment utile de considérer la Pologne comme un protectorat. 
Le 3 novembre 1771, la confédération de Bar fait enlever Stanislas. Celui-ci retrouve rapidement la liberté. Mais l'événement prouve l'anarchie qui règne en Pologne et vient apporter un nouvel argument à ses trois puissants voisins pour intervenir militairement pour « sauver » le pays et ses citoyens.
Le 6 février 1772, un accord de partage est signé à Saint-Pétersbourg entre Russie et la Prusse. Le 19 février, un accord est signé à Vienne entre l'Autriche et la Prusse. Le 5 août, les trois parties signent le traité sur leurs gains territoriaux respectifs. Dans les jours qui suivent, les troupes russes, prussiennes et autrichiennes entrent simultanément sur le sol de la République et occupent les provinces qu'elles se sont octroyées. Le traité de partage est ratifié par ses signataires le 22 septembre 1772.
Les trois puissances exigent ensuite que le roi et la Diète approuvent leur action. Stanilas fait appel aux nations de l'Europe occidentale. Mais les puissances européennes réagissent à la partition avec indifférence. Seules quelques voix - comme celle d'Edmund Burke - se font entendre en signe de protestation. Pendant ce temps les ambassadeurs des puissances étrangères s'impatientent et exigent que le roi et le Sénat convoquent la Diète pour ratifier la partition. Le Sénat se soumet finalement le 19 avril, tandis que Varsovie est occupée par les troupes étrangères.

## Les préparatifs
Les préparatifs pour la tenue de la Diète ne sont pas faciles à gérer. Les évêques Adam Krasiński et Kajetan Sołtyk plaident contre elle. Au moins 32 Sejmiks (en) (parlements régionaux) qui doivent élire leurs députés sont très perturbés. Finalement moins de la moitié des députés arrivent à Varsovie, où ils sont rejoints par environ 36 sénateurs et ministres. La plupart des députés du grand-duché de Lituanie ne sont pas présents. La Russie est représentée par Otto von Stackelberg, la Prusse par Gédéon Benoît (pl) et l'Autriche par Karl von Revisnye (pl).

## Le traité de partition

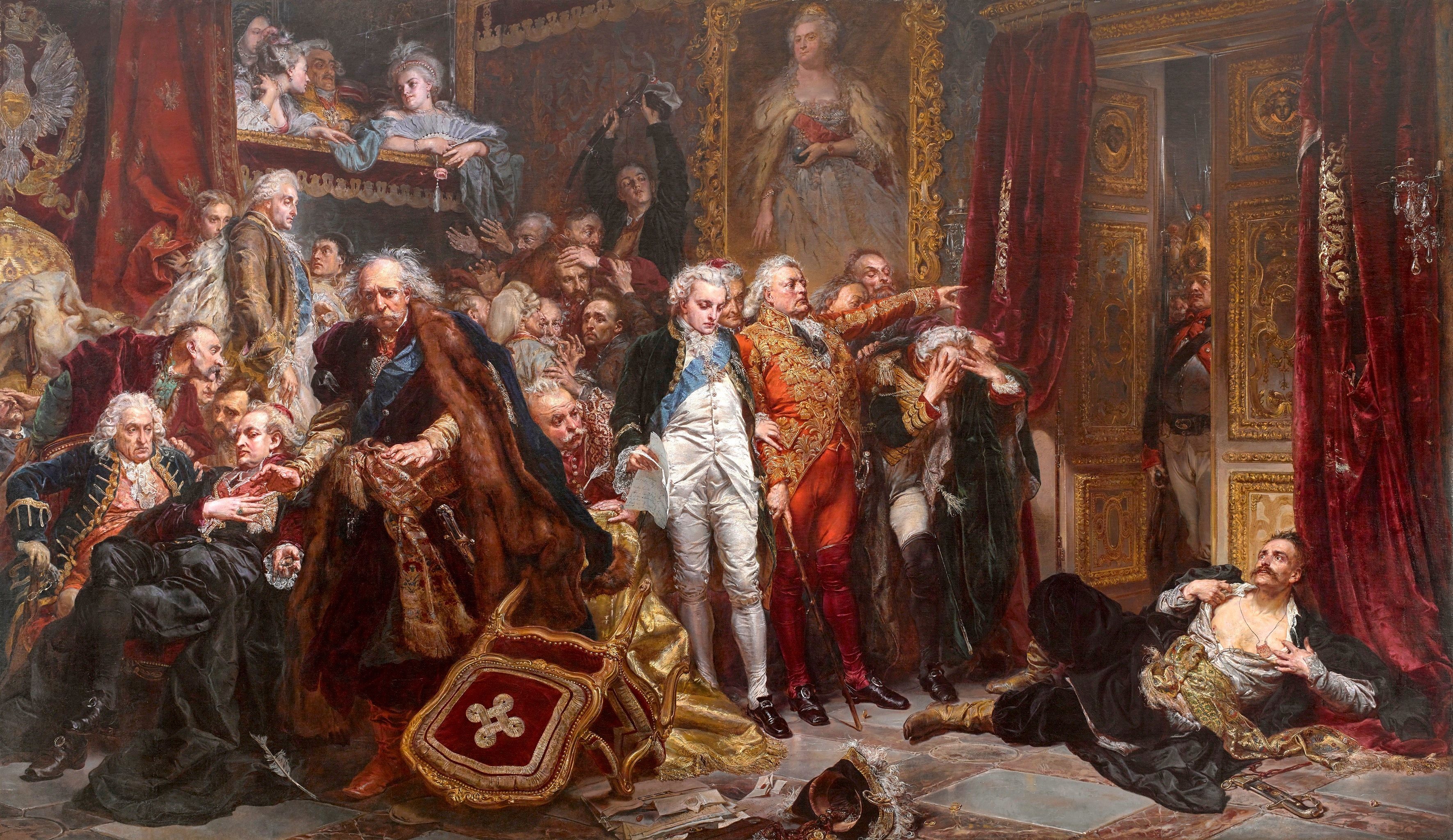
La protestation de Tadeusz Rejtan contre le traité de partage, par Jan Matejko

La diète commence le 19 avril (quelques discussions préliminaires ont eu lieu quelques jours auparavant) à Varsovie. Les députés et sénateurs au service des puissances étrangères déclarent qu'il s'agit d'une diète confédérée. Le Liberum veto, qui permet à chaque député de mettre fin à la cession et annuler toute décision, ne s'applique donc pas. Les maréchaux de la diète sont Adam Poniński (en), un des nobles au service de la Russie, pour la couronne de Pologne, et Michał Hieronim Radziwiłł pour le grand-duché de Lituanie. 
Au moins la moitié des députés ont été soudoyés par les nations étrangères, les autres ont été menacés. Certains députés (Tadeusz Rejtan (en), Samuel Korsak (pl), Stanisław Bohuszewicz (pl), Franciszek Jerzmanowski (pl), Stanisław Kożuchowski (pl), Rupert Dunin (pl), Jan Tymowski (pl), Józef Zaremba (pl), Michał Radoszewski (pl), Ignacy Suchecki (pl), Tadeusz Wołodkowicz) tentent de protester. En désespoir de cause, le député Tadeusz Rejtan (pl) déchire sa chemise, barricade la porte de son propre corps et demande qu'on l'assassine, lui, plutôt que la Pologne. Son geste est immortalisé dans un tableau de Jan Matejko. En représailles, quelques sénateurs sont arrêtés et déportés en Sibérie, d'autres sont menacés de voir leurs biens saccagés ou confisqués. La résistance fini par s'éteindre. Le 24 avril, le roi rejoint la confédération et la diète désigne un comité de trente membres pour négocier le traité jusque mi-septembre. D'ici là, la diète est suspendue.
Le 18 septembre 1773, malgré quelques protestations, le Comité signe officiellement le traité de partition, renonçant à toutes les revendications. À son tour, la diète accepte le traité, le 30 septembre. Dans cette première partition, la république de Pologne-Lituanie perd 30 % de son territoire (environ 211 000 km2), et quatre à cinq millions d'individus. Le traité est un succès majeur pour Frédéric II de Prusse qui a particulièrement bien négocié. La Russie reçoit la plus grande région, dans le nord-est, mais ce n'est pas la plus économiquement importante.

## Les autres points du traité
En plus de leurs gains territoriaux, la Russie, l'Autriche et la Prusse exigent que la République entreprenne des réformes. La commission est autorisée à travailler jusqu'en janvier 1774, mais à cette date, elle n'est pas en mesure de procéder à des modifications. Elle est donc une nouvelle fois autorisée à prolonger ses travaux. Finalement, sept prolongations lui seront nécessaires. 
Les lois cardinales (en), assurant le fonctionnement de la République et garantissant le partage du pouvoir sont confirmées. La diète adopte également des lois réduisant la tolérance religieuse. Les droits électoraux des orthodoxes et des protestants sont réduits. Le nombre de députés catholiques romains est limité à trois (un pour la Grande-Pologne, un pour la Petite-Pologne et un pour le grand-duché de Lituanie).
Le pouvoir royal est réduit. Le roi perd le droit de donner des titres et des rangs aux militaires, ministres et sénateurs. Des territoires de la Couronne sont cédés par le biais de ventes aux enchères. L'élection royale est confirmée, stipulant que les rois futurs doivent être élus parmi la noblesse polonaise. Un traité commercial très favorable à la Prusse est signé. La République perd l'accès à la mer Baltique et n'a d'autre choix que d'accepter les tarifs élevés imposés par la Prusse.